# Clemens van Alexandrië

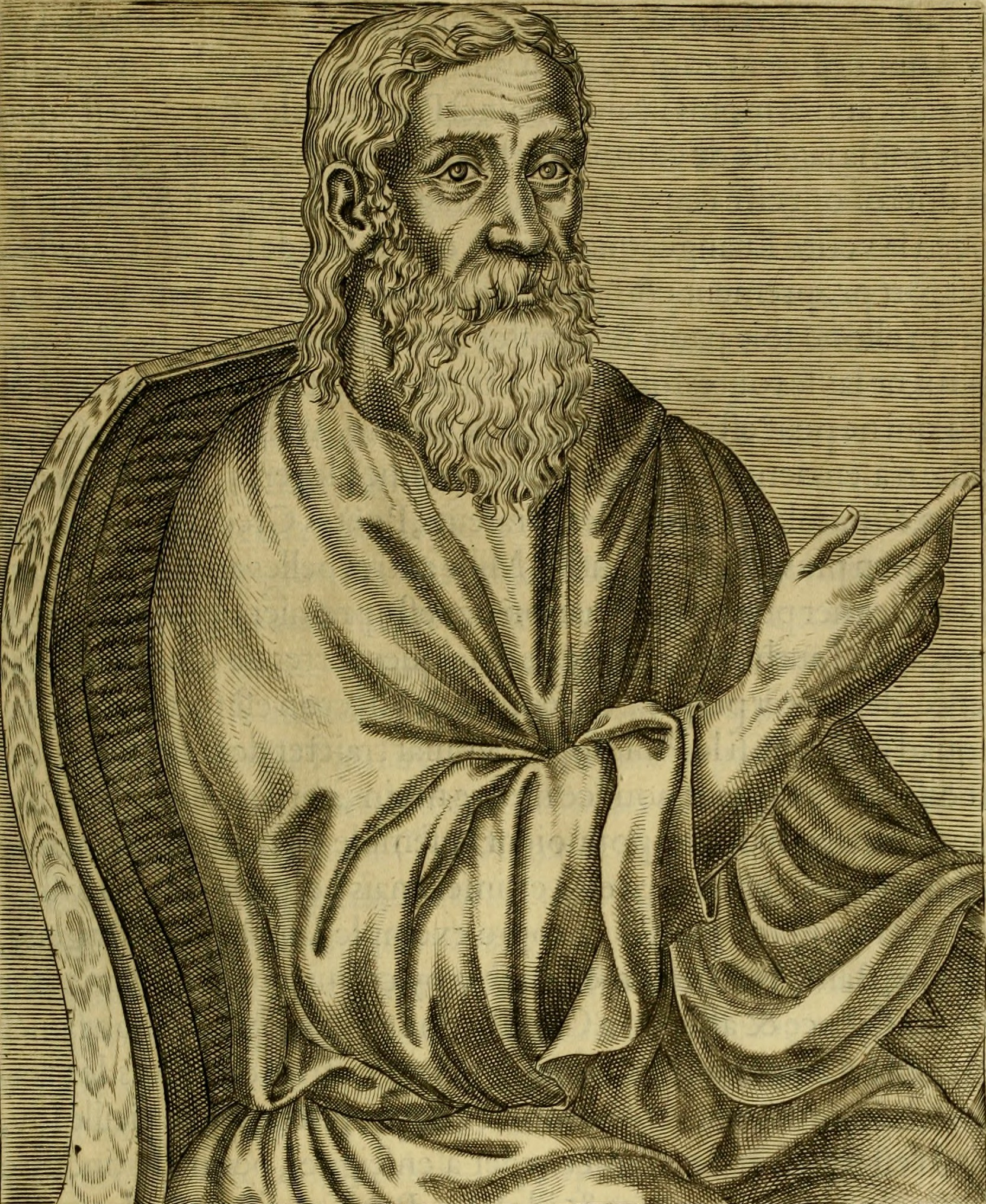

Clemens van Alexandrië, geboren als Titus Flavius Clemens, Grieks: Κλήμης Ἀλεξανδρεύς, Klemes Alexandreus, waarschijnlijk Athene ±125/150 - Anatolië 215, was kerkvader, kerkelijk schrijver, lid van de kerk van Alexandrië en hoofd van de School van Alexandrië. Zijn leraarschap was toonaangevend.
Zijn ouders waren hoogstwaarschijnlijk rijke heidenen met een zeker aanzien. Zijn frequente aanhalingen van de Griekse literatuur wijzen bijvoorbeeld op een hoge opleiding. Clemens was in Alexandrië een leerling van Pantenus. Hij staat ook bekend onder de bijnaam 'de missionaris van de intellectuele elite'.

## Werk en invloed
Clemens staat bekend als een vurig tegenstander van het chiliasme. De Joods-Griekse leer van de Logos was het middelpunt van zijn godsdienstige-filosofische beschouwingen. Clemens staat bekend als universalist, die leerde dat uiteindelijk alle mensen worden gered.
Door het Griekse denken in de christelijke geloofsleer een wijsgerig fundament te geven, wilde hij die verder ontwikkelen en emanciperen. Hij paste de gnosis in zijn geloofsleer in. Verder was hij van mening dat de Schriften ook een allegorische, zinnebeeldige of geestelijke betekenis hebben. Hij nam de Bijbel zeer letterlijk als de stem van God. Clemens sprak in dit verband van Heilige Letters en Lettergrepen, om te omschrijven hoe de stem van Christus gebruikmaakt van het schriftelijk overgeleverde Woord van apostelen en profeten.
Ten slotte is hij ook de eerste auteur in de christelijke traditie die expliciet Boeddha vermeldt in zijn teksten, waarschijnlijk door de invloed van zijn leermeester Pantenus die in India was geweest.

## Geschriften

Opera omnia, 1715

- Protrepticus
- Paedagogus
- Stromata of Stromateis

- Bibsys: 90216073
- Biblioteca Nacional de España: XX1126040
- Bibliothèque nationale de France: cb11897014x (data)
- Catàleg d'autoritats de noms i títols de Catalunya: 981058511829706706
- CiNii: DA01017166
- Gemeinsame Normdatei: 118563122
- International Standard Name Identifier: 0000 0001 2145 1167
- Library of Congress Control Number: n50066849
- Nationale Bibliotheek van Letland: 000232020
- Nationale Bibliotheek van Tsjechië: jn19992000462
- Nationale bibliotheek van Australië: 35758338
- Nationale Bibliotheek van Israël: 987007259665805171
- Nationale Bibliotheek van Polen: a0000001180017
- Nationale en Universitaire bibliotheek Zagreb: 000107407
- Nederlandse Thesaurus van Auteursnamen: 069549877
- Istituto Centrale per il Catalogo Unico: CFIV059324
- LIBRIS: 180285
- Système universitaire de documentation: 026791145
- Trove: 1074127
- Virtual International Authority File: 100185827
- WorldCat: E39PCjt9yCJ4Mv49WGdmVThpMX